# Michael Höckel
Michael Höckel (* 1950 in Flörsheim) ist ein deutscher Chemiker und Gynäkologe und Geburtshelfer.

## Leben und Wirken
Michael Höckel studierte zunächst Chemie an der Universität Mainz, wo er 1973 sein Diplom erwarb und 1978 zum Dr. rer. nat. promoviert wurde. Ebenfalls an der Universität Mainz absolvierte er ein Zweitstudium der Medizin und erhielt 1980 die Approbation zum Arzt. An der Universitätsfrauenklinik Mainz erhielt er unter Volker Friedberg von 1980 bis 1986 eine Weiterbildung zum Facharzt für Gynäkologie und Geburtshilfe und wurde 1982 zum Dr. med. promoviert. 1985 absolvierte Höckel einen Forschungsaufenthalt am Boston Children’s Hospital und 1986 am Massachusetts General Hospital der Harvard Medical School. Wieder in Mainz wurde er 1987 zum Oberarzt der Universitätsfrauenklinik ernannt und habilitierte sich 1988 für das Fachgebiet Gynäkologie und Geburtshilfe. 1990 war er als Gastarzt am Department of Reconstructive Surgery der Emory Clinic, Atlanta, und 1991 am Department of Radiation Oncology des Massachusetts General Hospital, Boston tätig. 1993 war Michael Höckel Visiting Professor am Cross Cancer Institute, Edmonton und am Tom Baker Cancer Center, Calgary (Kanada). Die Universität Mainz ernannte ihn 1994 zum außerplanmäßigen Professor für Gynäkologie und Geburtshilfe. Im gleichen Jahr war er Visiting Professor am Princess Margaret Hospital und Bayview Cancer Center, Toronto (Kanada), 1995 am Department of Gynecology der Yale University, New Haven, und an den Departments of Gynecology, Pathology and Radiation Oncology der Duke University, Durham, sowie 1996 an der Harvard Medical School, Boston, der Bowman Gray Medical School der Wake Forest University, Winston-Salem, am National Cancer Institute, Bethesda, und am European Institute of Oncology, Mailand (Italien).
1998 wurde Michael Höckel auf den Lehrstuhl für Gynäkologie der Universität Leipzig und zum Leiter des Trierschen Instituts berufen. Michael Höckel leitete die Klinik 15 Jahre bis zu seiner Emeritierung 2017. Seine Nachfolgerin wurde am 1. Juli 2017 Bahriye Aktaş.
Wissenschaftlich untersuchte Höckel die Sauerstoffversorgung von bösartigen Tumoren und deren Auswirkungen. Auf der Grundlage entwicklungsbiologischer und embryonaler Untersuchungen entwickelte er ein neues onkologisches Radikalitätsprinzip bei der Behandlung des Zervix- und Vulvakarzinoms. Daraus entwickelte er die Methode der totalen mesometrialen Resektion des Uterus (TMMR) zur Behandlung des Zervixkarzinoms, bei der der Tumor in den Grenzen der morphogenetischen Einheit seiner Entstehung entfernt wird. Anatomische Strukturen, die nicht zu dieser, aus der Embryonalentwicklung abgeleiteten, Einheit gehören, können dabei trotz der räumlichen Nähe zum Tumor erhalten werden. Zur Behandlung von Rezidiven eines Zervixkarzinoms entwickelte er die Methode der lateral erweiterten endopelvinen Resektion (LEER).
2005 gründete Höckel die Leipzig School of Radical Pelvic Surgery, um das aus der embryonalen Entwicklung abgeleitete Prinzip der lokoregionalen Tumorausbreitung und dessen Umsetzung in radikalen Operationsmethoden für Tumore des weiblichen Genitale zu vermitteln.

## Schriften (Auswahl)
- mit L. C. Horn, N. Manthey, U. D. Braumann, U. Wolf, G. Teichmann, K. Frauenschläger, N. Dornhöfer, J. Einenkel: Resection of the embryologically defined uterovaginal (Müllerian) compartment and pelvic control in patients with cervical cancer: a prospective analysis. Lancet Oncology 10 (2009), S. 683–692, doi:10.1016/S1470-2045(09)70100-7
- Totale mesometriale Resektion (TMMR). Gynäkologe 41(5) 2008, S. 361–368, doi:10.1007/s00129-008-2133-9
- Totale mesometriale Resektion: Ein neues Radikalitätsprinzip in der operativen Therapie des Zervixkarzinoms. Onkologe 12 (2006), S. 901–907, doi:10.1007/s00761-006-1110-y
- mit L.-C. Horn, H. Fritsch: Association between the mesenchymal compartment of uterovaginal organogenesis and local tumour spread in stage IB–IIB cervical carcinoma: a prospective study. Lancet Oncol 6 (2005), S. 751–56, PMID 16198980
- mit Nadja Dornhöfer: The Hydra phenomenon of cancer: Why tumors recur locally after microscopically complete resection. Cancer Res, 65 (2005), S. 2997–3002, PMID 15833823
- Totale mesometriale Resektion (TMMR): operative Therapie des Zervixkarzinoms auf der Grundlage einer aus der Embryonal- und Fetalentwicklung abgeleiteten chirurgischen Anatomie. GebFra 62 (2003), S. 1146–1152, doi:10.1055/s-2003-43458
- mit L.-C. Horn, B. Hentschel, S. Höckel, G. Naumann: Total mesometrial resection: High resolution nerve-sparing radical hysterectomy based on developmentally defined surgical anatomy. Int J Gynecol Cancer 13 (2003), S. 791–803, PMID 14675316
- Therapeutische Angiogenese: Untersuchungen zur biologischen Wirkungsweise des monozytären Angiogenesefaktors Angiotropin und zu Möglichkeiten seines Einsatzes in der operativen Medizin. Habilitationsschrift Johannes Gutenberg-Universität Mainz 1989
- Bestimmung der langkettigen freien Fettsäuren im Serum von jungen Frauen in verschiedenen Phasen des Menstruationszyklus mit einer neu entwickelten gaschromatographischen Mikromethode. Dissertation Johannes Gutenberg-Universität Mainz 1982
- F1-ATPase aus Micrococcus sp. (ATCC 398): Reindarstellung und Untersuchungen zur Struktur und zum enzymatischen Reaktionsmechanismus. Dissertation Johannes Gutenberg-Universität Mainz 1978